# Sav m/43
Sav m/43 bylo švédské druhoválečné samohybné dělo stavěné na podvozku tanku LT vz. 38. Tento stroj byl objednán švédskou armádou v roce 1943. Vozidlo mělo hrát úlohu těžké palebné podpory pěchoty a jeho kvalitní výzbroj mu to umožňovala. Tanků bylo vyrobeno 36, z toho 18 na původní verzi Strv m/41 a dalších 18 na Strv m41 S-III. Tanky se ve Švédské armádě drželo více než 30 let.
Některé kusy byly vyřazeny z armády až v roce 1973.

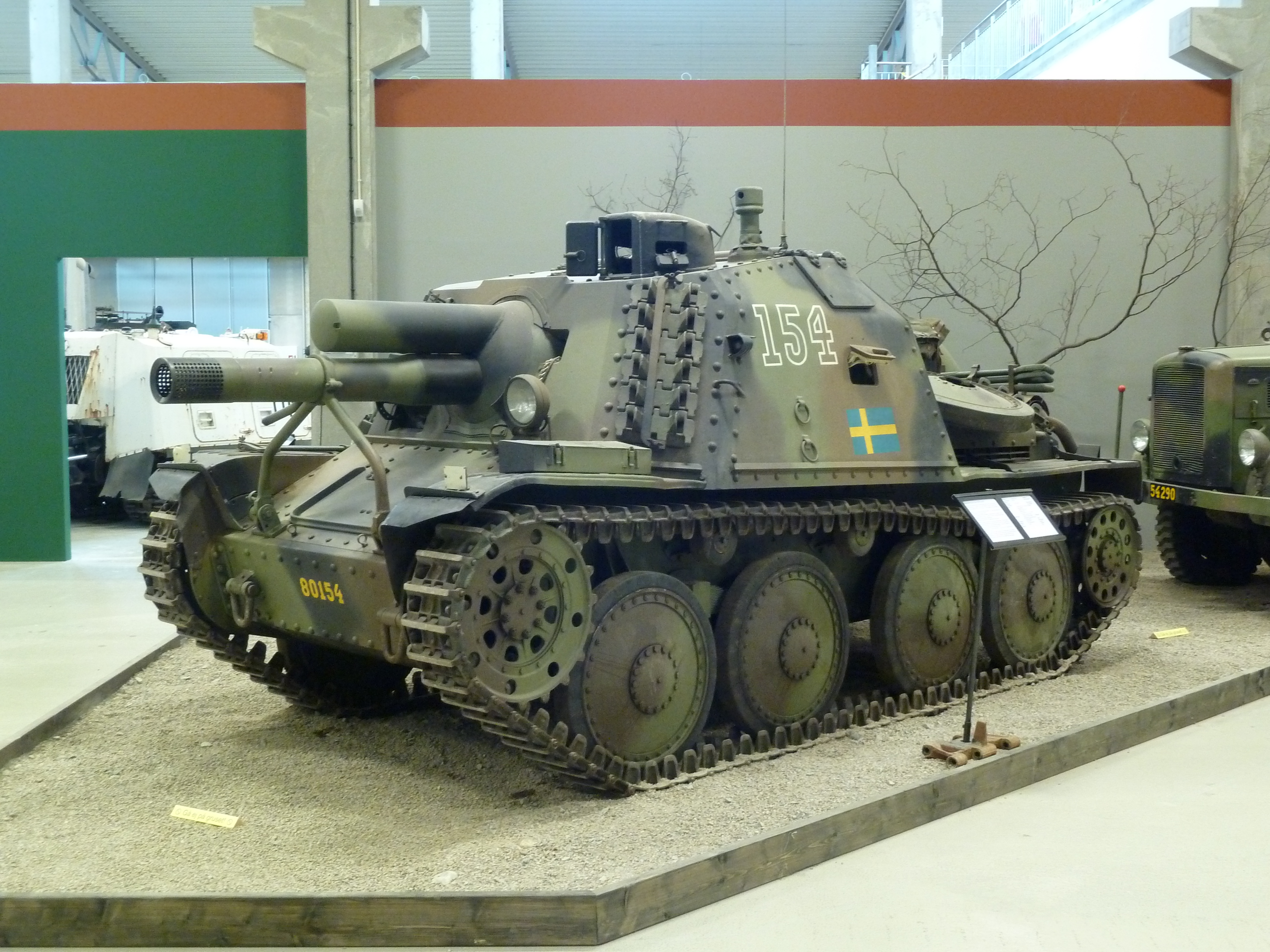
Samohybné dělo Sav m/43

## Technické údaje:
- rychlost: 43 km/h po silnici
- dosah na silnici: 180 km
- výkon: 140 kW

- délka: 5,05 m
- šířka: 2,14 m
- výška: 2,29 m
- hmotnost: 12 400 kg
- pancéřování: do 30 mm
- osádka: 4
- hlavní výzbroj: SaK m/44 ráže 105mm